# Strandfjärden
Strandfjärden är en fjärd i Finland. Den ligger i Pargas landskapet Egentliga Finland, i den södra delen av landet, 150 km väster om huvudstaden Helsingfors.
Strandfjärden avgränsas av Lilltervo i norr samt Ön och Haradsholm i söder. i Väster ansluter den till Örfjärden.